# Ле-Мат
Ле-Мат (фр. Les Mathes) — коммуна во Франции, находится в регионе Новая Аквитания. Департамент коммуны — Приморская Шаранта. Входит в состав кантона Ла-Трамблад. Округ коммуны — Рошфор.
Код INSEE коммуны — 17225.

## Население
Население коммуны на 2010 год составляло 1740 человек.
| 1962 | 1968 | 1975 | 1982 | 1990 | 1999 | 2010 |
| ---- | ---- | ---- | ---- | ---- | ---- | ---- |
| 806  | 836  | 898  | 1005 | 1205 | 1457 | 1740 |

## Города-побратимы
- Анте-Сент-Андре, Италия (1989)